# Lacritus
Lacritus (Oudgrieks: Λάκριτος, Lákritos) was een sofist van Phaselis te Athene.
Hij werd door Androcles over een geleende geldsom aangesproken, waarbij Demosthenes de pleidooien hield. Hij was een leerling van Isocrates. Hij wordt ook een Atheens wetgever (ὁ νομοθέτης Ἀθηναίοις / o nomothétēs Athēnaíois) genoemd.

## Referentie
- art. Lacritus, in F. Lübker - trad. ed. J.D. Van Hoëvell, Classisch Woordenboek van Kunsten en Wetenschappen, Rotterdam, 1857, p. 514.